# Odontadenia verrucosa
Odontadenia verrucosa là một loài thực vật có hoa trong họ La bố ma. Loài này được (Willd. ex Roem. & Schult.) K.Schum. ex Markgr. mô tả khoa học đầu tiên năm 1932.